# Larry Hurtado
Larry Hurtado (Kansas City, 29 dicembre 1943 – Edimburgo, 25 novembre 2019) è stato uno storico delle religioni e teologo statunitense, studioso del Nuovo Testamento e storico del cristianesimo primitivo.
Fu professore di Lingua, Letteratura e Teologia neotestamentarie presso l'Università di Edimburgo, in Scozia tra il 1996 e il 2011, divenendo anche rettore della facoltà di teologia. Direttore del Centre for the Study of Christian Origins (Centro per lo studio delle origini cristiane), presso l'Università di Edimburgo.

## Biografia
Nato a Kansas City, Missouri nel 1943, completò il dottorato di ricerca presso la Case Western Reserve University nel 1973. Il suo primo incarico accademico fu al Regent College di Vancouver, in Canada, dove insegnò tra il 1975 e il 1978. Successivamente si trasferì al Dipartimento di Religione presso l'Università di Manitoba a Winnipeg, dove fu promosso a professore ordinario nel 1988 e insegnò fino al 1996. A Manitoba fondò l’Istituto per gli studi umanistici dell'Università di Manitoba, che diresse tra il 1990 e il 1992. Poco dopo l'assunzione dell'incarico presso l'Università di Edimburgo, fondò il Centre for the Study of Christian Origins (Centro per lo Studio delle origini cristiane), che si concentra sul cristianesimo nei primi tre secoli.
Hurtado fu eletto membro della Studiorum Novi Testamenti Societas nel 1984, e ricevette la Rh Institute Award per contributi eccezionali allo studio e alla ricerca in scienze umane nel 1986. Fu eletto membro della Royal Society di Edimburgo nel 2008, e Presidente della British New Testament Society dal 2009 al 2012. 
È morto il 25 novembre 2019.

## Pensiero
Hurtado realizzò progressi significativi nella comprensione del monoteismo ebraico e delle prime forme di devozione cristiana di Gesù. Era un'autorità sui Vangeli (soprattutto sul Vangelo di Marco), l'apostolo Paolo, la cristologia primitiva, l'origine ebraica del Nuovo Testamento, e la critica testuale del Nuovo Testamento. La sua fama è legata agli studi sulla precoce comparsa della devozione a Gesù, espressa nella credenza che Gesù condivide la gloria di Dio, e in un "modello devozionale" in cui Gesù ha un posto di rilievo (Hurtado parla di "modello venerazionale binitario". Hurtado ha sostenuto che questa venerazione di Gesù implica un’enorme "mutazione" nell'antica pratica monoteistica ebraica. Hurtado si soffermò soprattutto sul fatto che «la venerazione di Gesù compare sorprendentemente presto» e che « lo sviluppo cristologico da Gesù a Paolo è avvenuto in circa diciotto anni, un lasso di tempo molto breve per un tale processo intellettuale». Secondo Hurtado «sui punti essenziali della cristologia, è avvenuto più in quei pochi anni che in tutti i successivi sette secoli della storia della Chiesa». 
Hurtado ritiene che «la venerazione di Gesù ha più il carattere di un'esplosione, di un'eruzione vulcanica, piuttosto che quello di un’evoluzione» e che sarebbe sostanzialmente condivisa in tutta la prima comunità cristiana, senza differenze tra giudaizzanti e ellenisti («nulla nelle lettere paoline indica una qualsiasi differenza fra Paolo e Gerusalemme o altri credenti giudei in materia di venerazione di Gesù; tutte le loro differenze sembrano riguardare le condizioni dell’ammissione dei gentili alla piena comunione con i giudeo-cristiani, e specialmente, se i gentili dovessero o meno osservare tutta la Torah come ulteriore richiesta oltre al battesimo»). Secondo Hurtado, tenuto conto del rigido monoteismo giudaico (rafforzato, piuttosto che svilito in seguito ai numerosi contatti che i giudei ebbero con il politeismo greco e romano) la sola spiegazione plausibile che si possa dare del ruolo centrale svolto dalla figura di Gesù nel primo cristianesimo sono gli effetti e l'importanza del ministero di Gesù per i suoi seguaci.

## Opere (selezione)
- God in New Testament Theology, Nashville, Abingdon Press 2010 ISBN 978-0-687-46545-3
- The Earliest Christian Artifacts: Manuscripts and Christian Origins, Grand Rapids, Eerdmans 2006
- How on Earth did Jesus Become a God? Historical Questions about Earliest Devotion to Jesus, Grand Rapids, Eerdmans 2005 ISBN 0-8028-2861-2
- Lord Jesus Christ: Devotion to Jesus in Earliest Christianity, Grand Rapids, Eerdmans 2003
- At the Origins of Christian Worship: The Context and Character of Earliest Christian Devotion, Grand Rapids, Eerdmans, 2000
- "Mark", New International Biblical Commentary, Peabody, MA: Hendrickson Publishers 1990 ISBN 0-943575-16-8
- One God, One Lord: Early Christian Devotion and Ancient Jewish Monotheism, Fortress Press, 1988; seconda edizione T&T Clark, 1998 ISBN 0-567-08987-8
- Text-Critical Methodology and the Pre-Caesarean Text: Codex W in the Gospel of Mark, Grand Rapids: Eerdmans, 1981.